# District de Tianning
Le district de Tianning (天宁区 ; pinyin : Tiānníng Qū) est une subdivision administrative de la province du Jiangsu en Chine. Il est placé sous la juridiction de la ville-préfecture de Changzhou.